# Educació matemàtica

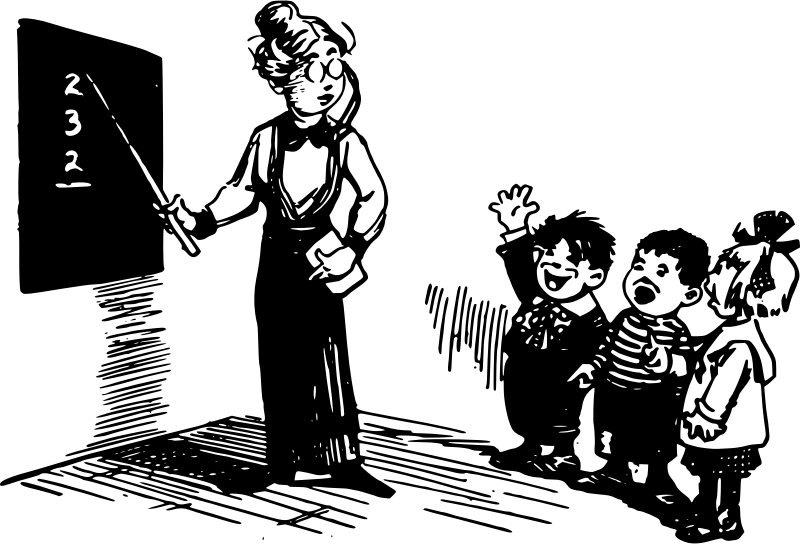
Professora ensenyant als seus alumnes

L'educació matemàtica és la pràctica d'ensenyar i aprendre matemàtiques, juntament amb la investigació associada. Els investigadors en educació matemàtica recerquen sobretot quins mètodes, eines i aproximacions faciliten l'aplicació i estudi de les matemàtiques. La investigació en educació matemàtica és en si mateix un camp prou independent, amb les seves pròpies teories, estudis, publicacions, conferències i organitzacions, entre d'altres.